# Photinia bergerae
Photinia bergerae är en rosväxtart som beskrevs av C. K. Schneider. Photinia bergerae ingår i släktet Photinia och familjen rosväxter. Inga underarter finns listade i Catalogue of Life.